# 二等分線
二等分線（にとうぶんせん）とは、2次元の幾何学において、線分や角度を二等分する直線のことである。

## 線分の二等分線

図1． 線分の両端からコンパスを使うことで垂直二等分線が求められる

線分の二等分線は、その線分の中点を通る。特に、対象の線分と垂直に交差する場合、その二等分線を垂直二等分線という。垂直二等分線上の各点は、対象の線分の両端からの距離が同じであるという特徴を有する。そのため、ボロノイ図における領域の境界線は、各々の母点の二等分線の一部になっている。
垂直二等分線は、定規とコンパスにより作図することができる。線分の両端を中心とする同一半径の円弧を描き、各々の円弧の交点と線分を結ぶ。円弧上の交点と線分の各端点によって作成される三角形が合同になることから、円弧上の交点を結ぶ直線が垂直二等分線になる。（図1．）
ブラーマグプタの定理によると、円に内接する四角形の対角線が直角に交差する場合、対角線の交点から四角形の一辺に垂線を引いて作られる直線は、その四角形の対辺を二等分する。

## 角の二等分線

図2． 角の二等分線もコンパスを使うことで求められる

角の二等分線は一つの角を等しい角度に二つに分ける。角の二等分線はただ一つしか存在せず、また、角の二等分線上の点から角を構成する直線への距離は同じになる。
二等分したい角を中心に二辺と交わる円弧を描いた後は、二辺との二つの交点から線分の垂直二等分線と同じようにして求めることができる。（図2．）